# パリ・ブレスト・パリ
パリ・ブレスト・パリ (仏: Paris-Brest-Paris, PBP) は、フランスのパリからブレストまで往復する1,200キロのサイクリングイベントで、1891年に最初に開催され、現在でも継続されている世界最古の自転車イベントである。ブルベの最高峰とされ、多くのサイクリストの目標となっている。

## 概要
開始当初はプロ・ロードレースであった。7回目の1951年大会を最後に、以降は一般サイクリストによる時間制限のラリーになった。ルートは当初、大西部街道とも呼ばれる国道12号線をまっすぐ走るものであったが、2003年現在は交通量の少ない県道を走るルートに変更されておりプロレース時代とは様相が異なっている。自転車であれば何でも参加でき、リカンベントやタンデム自転車、ベロモービル、三輪車、ロウバイクなど多彩な車種がエントリーする。1956年から1975年の間は、5年ごとに開催された。

## 参加形態
PBPには、ブルベとオダックスの2種類がある。
- ブルベ - サイクリストは個々人で走行する。4年毎に開催され、主催者はオダックス・クラブ・パリジャン（Audax Club Parisien）。参加資格は直前までに母国のオダックスクラブから「シューペル・ランドヌール」の称号を受けている（200キロ、300キロ、400キロ、600キロのブルベシリーズを同一年に完走、つまり1年以内に1500キロを走破した経験がある）こと。制限時間は80時間、84時間、90時間の3つのカテゴリーがある[1]。
- オダックス- サイクリストは集団走行する。5年毎に開催され、主催者はフランスオダックス連盟 (Union des Audax Françaises)。

## 参加者
プロレースではなくなってからは、年々参加者が増えている。急激に増加する参加者に対応出来ないために、2011年は国別に参加者数の制限が設定されたが2015年では参加者数制限は撤廃された。2011年は5225人が参加した。欧州を中心に50-60代の年代の参加者が多いが、日本からの参加者も急激に増えている。日本人はカナダから参加した1999年の参加例が初とされている。日本国内からの参加は2003年の第15回からとなっている。2011年には日本から約160名が参加した。

## 走行管理
1991年以降、スタート地点はパリ郊外のサン＝カンタンとなっていたが、2019年と2023年はランブイエがスタート・ゴール地点となっている。
前日に車検と受付が実施される。18時よりグループ毎に15分間隔で300人がスタートする形式である。走行は数日間に及ぶため、チェックポイントや沿道で仮眠を取りながら走行する。チェックポイントには学校や体育館が使用され、食事やシャワー、仮眠のための設備が設営される。参加者はチェックポイント以外の沿線の店舗や善意による任意の第三者から援助を受けることは問題ないが、チェックポイント以外での計画された補給や補助を受けることは禁止されている。

## コースと完走率
スタート時、サン＝カンタンの街では交通規制が実施されるが、その後は特別な交通規制は実施されない。コース中は標高の高い峠を越えるような場所は少なく、なだらかな丘陵地帯が続き、古城や中世の街並みなど歴史を感じる風景も多く印象的であるとされる。夏季の開催であるが緯度で言うと北海道に相当する地区でブルターニュ地方特有の不安定な天候もあり寒さ対策は重要である。
- 2007年のPBPは、50年来の悪天候に見舞われ時間制限が延長されるなどの救済措置もあったが、それでも27%の参加者が完走できなかった。
- 2011年は全体の完走率が81.3%、日本人の完走率が75.9%。
- 2015年は全体の完走率が78.5%、日本人の完走率が66.8%。
- 2019年は全体の完走率が68.0%、日本人の完走率が56.3%。天候は通り雨が数度のみであったものの、往路の向かい風、例年よりも気温がさらに低かったこと(夜明け前は摂氏3度以下に達した)が影響した。特に日本を除く東アジア・東南アジア・南アジアの完走率が21.6%と極めて低く、経験や気候への対応能力で差が出たと見られる。

例年は未完走率10-15%である。完走するとACPから完走時間を刻印したメダルなどが贈られる。

## 歴代最速記録
2015年の大会が終了した時点で、プロ・ロードレース以後の世界最速記録は42時間26分を記録したドイツ人の Björn Lenhard (2015年大会）。歴代日本人最速記録は三船雅彦が2015年に記録した43時間23分。トップグループの参加者はチェックポイントでは数分しか停車せず、仮眠も全く取らずに1200kmを走破する。食事も基本的に走りながら摂取し、チェックポイントでの停車は純粋に通過確認作業のためだけで、通過確認作業中に各自が手配したサポートスタッフが水や食料の補充、バイクのメンテナンスを行う。タイムを狙う人は最初にスタートする80時間のカテゴリーにエントリーする。

## 歴代優勝者（プロ・ロードレース時代）
| 年   | 優勝者                     | 時間       |
| ---- | -------------------------- | ---------- |
| 1891 | シャルル・テロン           | 71時間37分 |
| 1901 | モリス・ガラン             | 52時間11分 |
| 1911 | エミール・ジョルジュ       | 50時間13分 |
| 1921 | ルイ・モティア             | 55時間07分 |
| 1931 | ヒューバート・オッパーマン | 49時間23分 |
| 1948 | アルベルト・ヘンドリックス | 41時間36分 |
| 1951 | モリス・ディオ             | 38時間55分 |

## 特記事項
- この大会の開催を記念して、シュー菓子の「パリ・ブレスト」が創作された。この菓子はその外見を自転車の車輪に見立て、ドーナツのような円環型に形作られている[4]。なお、大きさは決められていない。